# The Artist's Dream
The Artist's Dream è un cortometraggio d'animazione con live-action di John Randolph Bray distribuito nelle sale statunitensi per la prima volta il 12 giugno 1913. Il film è conosciuto anche come The Dachshund and the Sausage.

## Trama
Un cane bassotto disegnato da un pittore (impersonato dallo stesso Bray) prende vita di nascosto e mangia un piatto di salsicce ogni volta che il pittore esce dalla stanza il quale ignaro ogni volta che rientra gli ridisegna di nuovo le salsicce e il cane ne mangia fino a scoppiare come un palloncino, alla fine si scopre che il pittore/disegnatore stava dormendo e sognando.

## Caratteristiche
Questo fu il film d'esordio di Bray, prodotto dalla Pathé.
La Pathè insieme a Bray annunciarono che "il film era stato prodotto nel 1910 ma distribuito solo nel 1913", gli esperti non trovano plausibile la cosa e anzi credono che fu una mossa della Pathè per battere il primato di Winsor McCay con i suoi Litlle Nemo e How a Mosquito Operates che curiosamente ha lo stesso finale di questo film.
Questo film va menzionato per essere stato il primo film a usare il rodovetro e la tecnica dello sfondo fisso riutilizzabile.
Nel film recitano Bray e sua moglie Margaret Bray in carne e ossa.

## Distribuzione
Il cortometraggio fu distribuito negli USA nel 1913 dalla General Film Company e ridistribuito dalla Cartoons On Film nel 2009 in DVD a livello mondiale.